# Radoslav Fikejz
Radoslav Fikejz (12. června 1973 Svitavy – 8. listopadu 2021 tamtéž) byl český historik a komunální politik, spjatý především s městem Svitavy.
Od roku 1994 do své smrti působil jako historik v městském muzeu ve Svitavách a od roku 1998 byl kronikářem města. Působil rovněž v zastupitelstvu a radě města.
Je mj. spoluautorem dvoudílné Kroniky města Svitavy a autorem biografie Oskar Schindler (1908–1974).